# Jochen Neerpasch

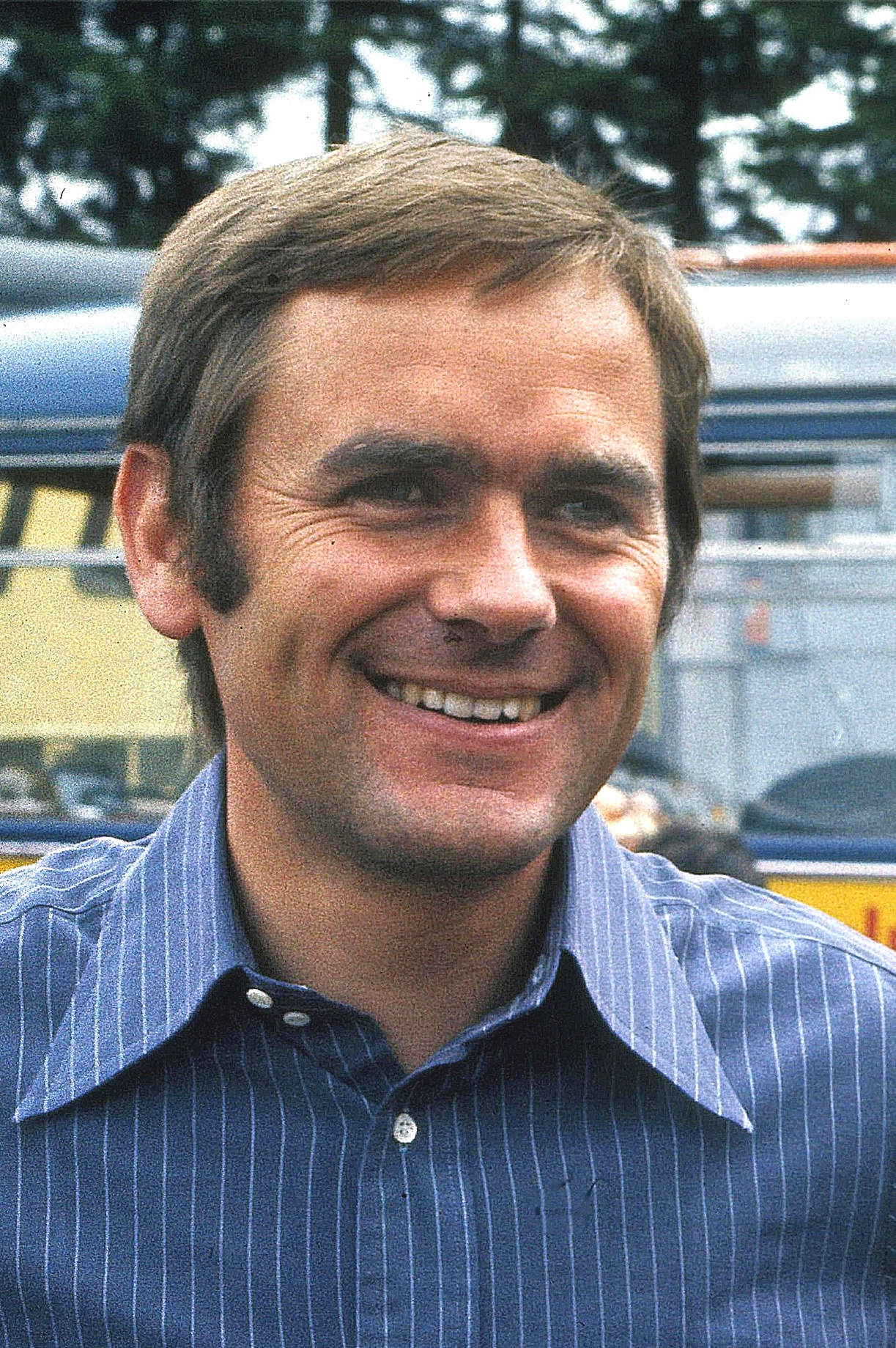
Jochen Neerpasch, 1973

Jochen Neerpasch (* 23. März 1939 in Krefeld) ist ein ehemaliger deutscher Automobilrennfahrer und Motorsport-Manager. Seine Familie betrieb vor und nach dem Krieg ein Lloyd-Goliath-Hansa-Borgward-Autohaus und nach dem Zusammenbruch der Borgward-Gruppe lange Jahre ein Ford-Autohaus in Krefeld.

## Karriere

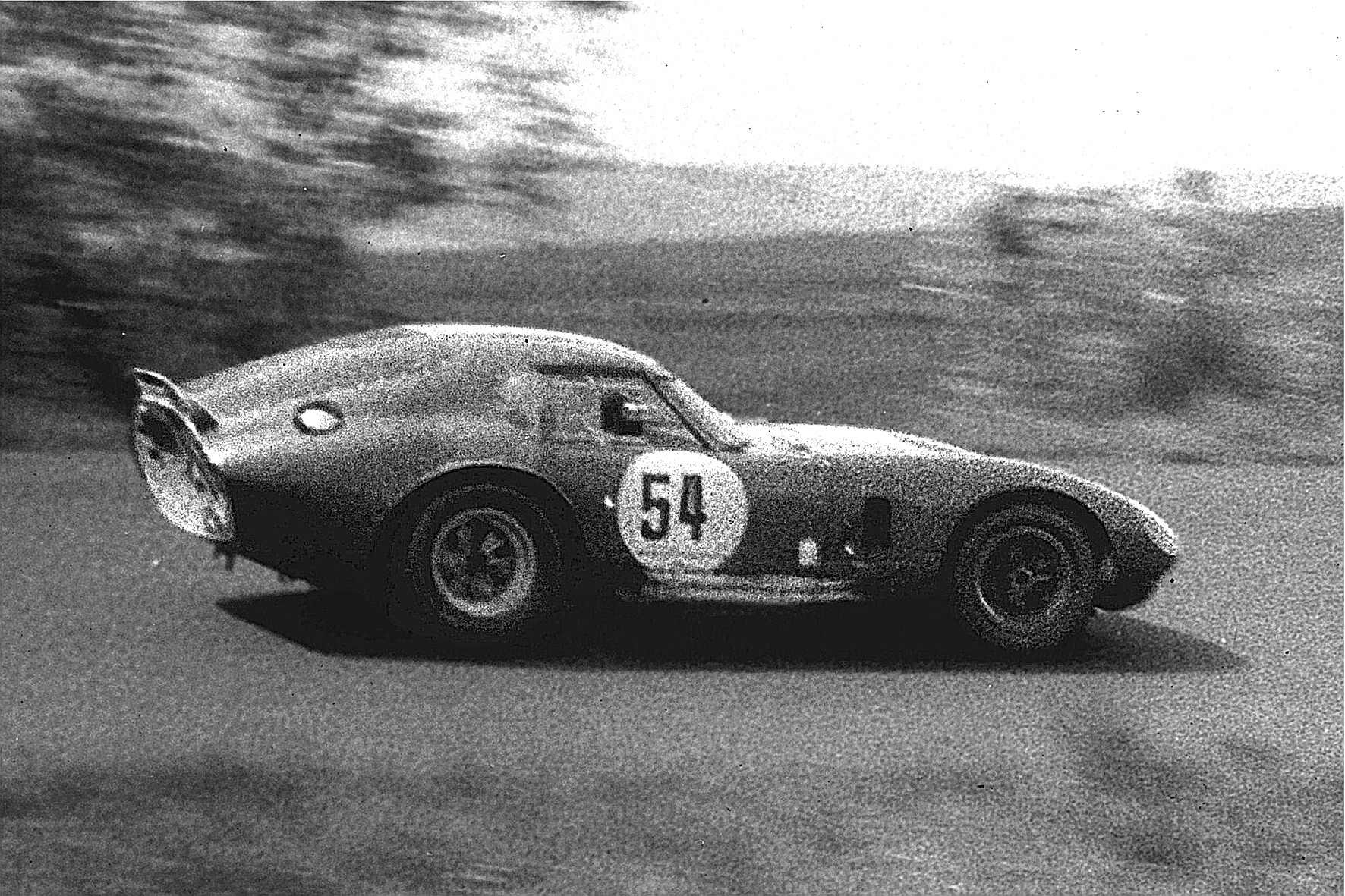
Der Shelby Cobra Daytona von Jochen Neerpasch und Bob Bondurant beim 1000-km-Rennen am Nürburgring 1965

Seine Motorsportkarriere begann in den 1960er-Jahren beim Team Borgward. Einer der ersten großen Wettbewerbe, an denen er teilnahm, war das 24-Stunden-Rennen von Le Mans 1964. In einem Porsche 907 gewann er 1968 das 24-Stunden-Rennen von Daytona.
In den 1970er-Jahren wurde Neerpasch zu einem der erfolgreichsten Manager in der Deutschen Rennsport-Meisterschaft und der Europäischen Tourenwagen-Meisterschaft. Zunächst managte Neerpasch bei Ford, ehe er 1972 bei dem erfolgreichen M-Team von BMW als Manager von Hans-Joachim Stuck tätig wurde.
Neerpasch leitete von 1973 bis 1979 als Vorsitzender der Geschäftsführung die 1972 neu gegründete BMW M GmbH (Gesellschaft für individuelle Automobile). Dort formte er 1977 das erste „Junior-Team“ mit Eddie Cheever, Marc Surer und Manfred Winkelhock. Die Junioren bestritten zunächst Tourenwagenrennen und fuhren später alle drei in der Formel 1.
1980 war Neerpasch Directeur Général Competition bei PSA Talbot und von 1981 bis 1982 Delegierter der Sportwagen-Weltmeisterschaft bei der FISA in Paris. Es folgte von 1983 bis 1987 ein Engagement als Vice President Motorsport bei IMG in London und München. Von 1988 bis 1992 war Neerpasch Rennleiter der Daimler-Benz AG Stuttgart sowie im Rahmen dieser Tätigkeit auch Mitglied der Geschäftsleitung der PP Sauber AG in Hinwil. In dieser Zeit war Neerpasch verantwortlich für die Autorennen im Team Sauber-Mercedes in der Sportwagen-Weltmeisterschaft. 1989 gewann sein Team mit dem Sauber-Mercedes C9 die 24 Stunden von Le Mans. Jochen Neerpasch förderte zu dieser Zeit die damaligen Nachwuchsfahrer Michael Schumacher, Karl Wendlinger und Heinz-Harald Frentzen.
Jochen Neerpasch gilt als Hauptwegbereiter für die beispiellose Karriere von Michael Schumacher in der Formel 1. Auch aus diesem Grund kehrte der siebenfache F1-Champion Michael Schumacher in die Formel 1 zurück und stieg beim Mercedes GP Petronas Formula 1 Team neben Rennfahrerkollege Nico Rosberg als Stammfahrer ein. Er wolle Mercedes etwas zurückgeben, weil Mercedes ihm bei seiner Formel-1-Karriere sehr behilflich war, wurde Michael Schumacher des Öfteren in Medien zitiert.
Von 1993 bis 1998 war Neerpasch Berater des ADAC für Motorsport und leitete als Manager ab 1995 die STW-Serie, bis diese zugunsten der heutigen DTM abgelöst wurde. Von 1999 bis 2001 war Jochen Neerpasch Geschäftsleiter der Euroc S.A.M. in Monaco.
Vom 4. bis 7. Juni 2009 nahm Jochen Neerpasch an der 14. Württembergischen Classic mit dem legendären BMW-Sportwagen M1 aus dem Jahr 1978 teil, an dessen Entwicklung er maßgeblich mit beteiligt war.
Heute lebt Jochen Neerpasch als Ruheständler in Kressbronn am Bodensee.

## Statistik

### Le-Mans-Ergebnisse
| Jahr | Team                       | Fahrzeug             | Teamkollege    | Platzierung            | Ausfallgrund |
| ---- | -------------------------- | -------------------- | -------------- | ---------------------- | ------------ |
| 1964 | Briggs Cunningham          | Shelby Daytona Cobra | Chris Amon     | Disqualifiziert        |              |
| 1965 | Johnny Simone              | Maserati Tipo 65     | Jo Siffert     | Ausfall                | Unfall       |
| 1966 | Essex Wire Corporation     | Ford GT40            | Jacky Ickx     | Ausfall                | Motorschaden |
| 1967 | Porsche System Engineering | Porsche 910/6        | Rolf Stommelen | Rang 6                 |              |
| 1968 | Porsche System Engineering | Porsche 908          | Rolf Stommelen | Rang 3 und Klassensieg |              |

### Sebring-Ergebnisse
| Jahr | Team                   | Fahrzeug        | Teamkollege | Platzierung | Ausfallgrund |
| ---- | ---------------------- | --------------- | ----------- | ----------- | ------------ |
| 1968 | Porsche Automobile Co. | Porsche 907 2.2 | Vic Elford  | Rang 2      |              |

### Einzelergebnisse in der Sportwagen-Weltmeisterschaft
| Saison | Team                                                          | Rennwagen                                                                           | 1   | 2   | 3   | 4   | 5   | 6   | 7   | 8   | 9   | 10  | 11  | 12  | 13  | 14  | 15  | 16  | 17  | 18  | 19  | 20  | 21  | 22  |
| ------ | ------------------------------------------------------------- | ----------------------------------------------------------------------------------- | --- | --- | --- | --- | --- | --- | --- | --- | --- | --- | --- | --- | --- | --- | --- | --- | --- | --- | --- | --- | --- | --- |
| 1962   | Volvo Germany                                                 | Volvo P1800                                                                         | DAY | SEB | SEB | MAI | TAR | BER | NÜR | LEM | TAV | CCA | RTT | NÜR | BRI | BRI | PAR |     |     |     |     |     |     |     |
| 1962   | Volvo Germany                                                 | Volvo P1800                                                                         |     |     |     | DNF |     |     |     |     |     |     |     |     |     |     |     |     |     |     |     |     |     |     |
| 1963   | Volvo Germany                                                 | Volvo PV444                                                                         | DAY | SEB | SEB | TAR | SPA | MAI | NÜR | CON | ROS | LEM | MON | WIS | TAV | FRE | CCE | RTT | OVI | NÜR | MON | MON | TDF | BRI |
| 1963   | Volvo Germany                                                 | Volvo PV444                                                                         |     |     |     | DNF |     |     |     |     |     |     |     |     |     |     |     |     |     |     |     |     |     |     |
| 1964   | Porsche Carroll Shelby International Briggs Cunningham Abarth | Porsche 356 Shelby Cobra Shelby Daytona Fiat-Abarth 1000 Abarth-Simca 1300 Bialbero | DAY | SEB | TAR | MON | SPA | CON | NÜR | ROS | LEM | REI | FRE | CCE | RTT | SIM | NÜR | MON | TDF | BRI | BRI | PAR |     |     |
| 1964   | Porsche Carroll Shelby International Briggs Cunningham Abarth | Porsche 356 Shelby Cobra Shelby Daytona Fiat-Abarth 1000 Abarth-Simca 1300 Bialbero |     |     | 7   |     |     |     | DNF |     | DNF | DNF | 9   |     |     | 11  | 9   |     | DNF |     |     | DNF |     |     |
| 1965   | Alan Mann Racing Johnny Simone Abarth                         | Shelby Daytona Maserati Tipo 65 Fiat-Abarth Monomille                               | DAY | SEB | BOL | MON | MON | RTT | TAR | SPA | NÜR | MUG | ROS | LEM | REI | BOZ | FRE | CCE | OVI | NÜR | BRI | BRI |     |     |
| 1965   | Alan Mann Racing Johnny Simone Abarth                         | Shelby Daytona Maserati Tipo 65 Fiat-Abarth Monomille                               |     |     |     |     |     |     |     |     | 7   |     |     | DNF |     |     |     |     |     | 7   |     |     |     |     |
| 1966   | Michel Weber Essex Wire Corp. Porsche Abarth                  | Porsche 904 Ford GT40 Porsche 906 Abarth 1300 OT                                    | DAY | SEB | MON | TAR | SPA | NÜR | LEM | MUG | CCE | HOK | SIM | NÜR | ZEL |     |     |     |     |     |     |     |     |     |
| 1966   | Michel Weber Essex Wire Corp. Porsche Abarth                  | Porsche 904 Ford GT40 Porsche 906 Abarth 1300 OT                                    |     |     | DNF |     | DNF | DNF | DNF | 1   |     |     |     |     | 13  |     |     |     |     |     |     |     |     |     |
| 1967   | Porsche Colin Crabbe                                          | Porsche 906 Porsche 910 Porsche 907 Ford GT40                                       | DAY | SEB | MON | SPA | TAR | NÜR | LEM | HOK | MUG | BRH | CCE | ZEL | OVI | NÜR |     |     |     |     |     |     |     |     |
| 1967   | Porsche Colin Crabbe                                          | Porsche 906 Porsche 910 Porsche 907 Ford GT40                                       |     |     | 8   |     | 3   | 3   | 6   |     | 2   | 4   |     | DNF |     |     |     |     |     |     |     |     |     |     |
| 1968   | Porsche                                                       | Porsche 907 Porsche 908                                                             | DAY | SEB | BRH | MON | TAR | NÜR | SPA | WAT | ZEL | LEM |     |     |     |     |     |     |     |     |     |     |     |     |
| 1968   | Porsche                                                       | Porsche 907 Porsche 908                                                             | 1   | 2   | 3   | 2   | 4   | 4   | DNF |     | DNF | 3   |     |     |     |     |     |     |     |     |     |     |     |     |